# San Francisco de Chiu Chiu
Das Dorf San Francisco de Chiu Chiu, auch bekannt als Chiu-Chiu, ist ein kleiner Ort in der Nähe von Calama, inmitten der Atacama-Wüste in der Provinz El Loa der Región de Antofagasta. Der Ort liegt in einer Höhe von 2.525 m am historischen Inka-Pfad und hat 322 Einwohner. Nachbarorte sind Lasana (8 km nördlich) und Calama (33 km südwestlich).

## Kolonialkirche
Das Besondere an ihm ist seine Kolonialkirche, seit 1951 ein Nationalmonument Chiles. Sie wurde 1611 errichtet und ist von einer Mauer umgeben. In dem so entstandenen Hof finden sich einige alte Gräber von früheren Padres, welche das Christentum auch in diese entlegene und unwirtliche Gegend bringen wollten. Über dem Haupteingang erheben sich zwei nicht sehr hohe Glockentürme mit je einem Kreuz auf der Spitze. Bemerkenswert ist allerdings die zweiflügelige Eingangstür, die aus Kaktusholz gefertigt ist. Da nur besonders große und alte Kakteen so etwas wie schmale Bretter ergeben, hat man diese, in Ermangelung von Metallnägeln, mit Lederriemen zusammengebunden und daraus das Türblatt dieser Kirche gefertigt.